# Harry Byrd jr.
Harry Flood Byrd jr. (Winchester (Virginia), 20 december 1914 – aldaar, 30 juli 2013) was een Amerikaans politicus van de Democratische Partij en vanaf 1970 een Onafhankelijk politicus.
Hij was senator voor Virginia van 1965 tot 1983, als opvolger van zijn vader Harry Byrd sr. die aftrad om gezondheidsreden. Gekozen als een Democraat, botste hij in 1970 met de partij en ging verder als een onafhankelijk politicus. Byrd was een veteraan van de Tweede Wereldoorlog en diende in de United States Navy. Tijdens en ook na zijn tijd als senator stond hij bekend als  conservatief, tijdens de Amerikaanse presidentsverkiezingen van 2012 steunde hij de Republikeinse kandidaat Mitt Romney. Na het overlijden van Republikein Clifford Hansen in 2009 was hij oudst nog levende senator tot aan zijn eigen dood op 98-jarige leeftijd.

## familie
Zijn vader, Harry Byrd Sr., was gouverneur van Virginia van 1926 tot 1930. Van 1933 tot 1965 was hij federaal senator voor de Democratische Partij.
Zijn oom Richard Byrd was een marinepiloot, die vooral beroemd werd door zijn tochten naar de Noord-
```
en 
Zuidpool
.
```

- Bibliothèque nationale de France: cb15303336x (data)
- International Standard Name Identifier: 0000 0000 7848 1239
- Library of Congress Control Number: n85230095
- National Archives and Records Administration: 10569915
- SNAC: w6n014q5
- Biographical Directory of the United States Congress: B001209
- Virtual International Authority File: 62992722
- WorldCat: E39PBJy8twPhRqdkV3qdjwPfbd